# Irmgard Stadler
Irmgard Stadler (auch Maria Irmgard Stadler-Nagora, * 28. März 1937 in Michaelbeuern) ist eine deutsch-österreichische Sängerin der Stimmlage Sopran.

## Leben und Werk
Irmgard Stadler wurde am Mozarteum in Salzburg und an der Musikakademie Wien ausgebildet. Anfänglich wirkte sie als Konzertsängerin. 1962 gab sie ihr Bühnendebüt als Micaela in der Oper Carmen an der Württembergischen Staatsoper Stuttgart, deren Ensemble sie seit diesem Zeitpunkt angehörte. 1970 wurde sie dort zur Kammersängerin ernannt. Sie trat unter anderem bei den Salzburger Festspielen, in Glyndebourne, Edinburgh und Venedig, sowie als Gastsängerin an den Staatsopern Wien und München und an der Deutschen Oper Berlin auf.
Zu Irmgard Stadlers Partien gehörten der Cherubino (Le nozze di Figaro), die Elvira (Don Giovanni), die Eva (Meistersinger), der Octavian (Rosenkavalier), der Komponist (Ariadne auf Naxos), die Marie (Verkaufte Braut), die Marie (Wozzeck) und die Jenufa.
Irmgard Stadler ist mit dem Dirigenten Klaus Nagora verheiratet.